# Улателун
Улателун (лат. Wulatelong) — род тероподных динозавров из семейства овирапторид (Oviraptoridae). Включает единственный вид — Wulatelong gobiensis.

## Описание
Жил в конце мелового периода (85—70 млн лет назад). Ископаемые остатки были найдены в отложениях песчаника формации Вулансухай вблизи города Баян Мандаху в районе Линьхэ во Внутренней Монголии в Китае. Голотип № IVPP V 18409 представляет собой большую часть черепа, посткраниального позвоночника, в том числе 11 грудных и 16 хвостовых позвонков.